# Cantón de Cintegabelle
El cantón de Cintegabelle era una división administrativa francesa que estaba situada en el departamento de Alto Garona y la región de Mediodía-Pirineos.

## Composición
El cantón estaba formado por siete comunas:
- Aignes
- Caujac
- Cintegabelle
- Esperce
- Gaillac-Toulza
- Grazac
- Marliac

## Supresión del cantón de Cintegabelle
En aplicación del Decreto nº 2014-152 de 13 de febrero de 2014, el cantón de Cintegabelle fue suprimido el 22 de marzo de 2015 y sus 7 comunas pasaron a formar parte, seis del nuevo cantón de Auterive y una del nuevo cantón de Escalquens.